# Imi (ritual)
Imi (忌み?) es un término del sintoísmo que significa tabú, abstinencia o prohibición sobre lo que es anormal (magakoto), imperfecto (tsumi) y poluto (kegare), la remoción de dichos estados y pedir la buena fortuna sobre el objeto. Este concepto es aplicado, por ejemplo, el fuego usado para cocinar las ofrendas que se presentan a los kami se denomina imibi («fuego de abstinencia»), la comida que es preparada con el fuego es llamado imibi gohan («comida con el fuego de abstinencia»), y el lugar donde se cocina se llama imibiya («cuarto o choza del fuego de abstinencia»).